# Lucien Jeunesse
Lucien Jeunesse (* 24. August 1918 in Alfortville; † 4. Mai 2008; eigentlich Lucien Jennesné) war ein französischer Hörfunkmoderator, Operettensänger und Schauspieler.
Er war 30 Jahre lang Moderator der Radiosendung Le jeu des mille francs, welche täglich vom Radiosender France Inter zwischen 12:45 und 13:00 Uhr ausgestrahlt wurde. 1995, im Alter von 77 Jahren, ging er in den Ruhestand. Neben seiner Radiotätigkeit nahm er verschiedene Musikalben auf und trat in Spielfilmen auf.

## Diskografie
- Julie la rousse
- Paris tour Eiffel
- Pigalle
- Sous les toits de Paris
- Sur les quais du vieux Paris
- Tu ne peux pas te figurer

## Filmografie
- 1978: Chaussette surprise
- 1972: Les Habits neufs du Grand-Duc
- 1948: Après l'amour
- 1946: Madame et son flirt